# 近江屋信広
近江屋 信広（おうみや のぶひろ、1949年10月15日 - ）は、日本の政治家。
自由民主党総裁・幹事長室室長、自由民主党事務局次長、衆議院議員（1期）、自由民主党副幹事長、日本維新の会東京事務所所長などを歴任した。

## 来歴

### 生い立ち
秋田県北秋田郡田代町（現：大館市）生まれ。1968年に秋田県立大館商業高等学校卒業後、中央大学法学部に入学して、1976年に卒業。

### 政党職員として
1979年から自由民主党本部に勤め、2000年には総裁・幹事長室事務部長、2002年からは事務局次長を兼任した。この間1996年の総選挙に比例東北ブロックに立候補。
2005年の第44回衆議院議員総選挙では、比例区（比例南関東ブロック）単独で立候補。通常ならば当選が見込めない順位（33位）だったが、郵政解散選挙の小泉旋風の下、比例区上位の小選挙区との重複立候補者が軒並み小選挙区で当選したため、南関東ブロックでは36位までが当選することとなり初当選した。

### 衆議院議員として
2005年の総選挙で初当選を果たした新人議員による83会に所属している。党職員としての経歴が長く、政治の現場に精通していることから、当選直後の言動で注目を浴びていた杉村太蔵議員の教育係も務めた。
2009年の第45回衆議院議員総選挙に際しては、出身地の大館市を含む秋田2区からの出馬を希望していたが断念。比例東北ブロックから立候補したが、落選した。

### 総選挙落選後
2010年1月24日、自民党に離党届を提出。離党理由として「非民主、脱自民の民意を踏まえ、新しい政党政治が必要」と述べる。夏の参議院議員選挙に他党からの可能性も含め、立候補を目指すとした。離党届は3月24日の党紀委員会で了承され、無所属となった。
2011年4月24日に行われた大館市長選挙に無所属で立候補したが、落選した。
2012年9月25日より新党「日本維新の会」東京事務所長。12月に行われる第46回衆議院議員総選挙に秋田1区から出馬することを表明。立候補するが落選。
2014年12月14日公示の第47回衆議院議員総選挙に、維新の党の比例北陸信越ブロック名簿登載者として立候補。代表的肩書きは「党職員」となっている。落選。
2017年に小泉純一郎、細川護熙両元首相らが「原発ゼロ・自然エネルギー推進連盟」（原自連）を立ち上げるとこれに参加し、政治活動を行っている。

## 略歴
- 1949年 - 出生。
- 1968年 - 秋田県立大館商業高等学校卒業。
- 1976年 - 中央大学法学部卒業。
- 1979年 - 自由民主党本部職員採用試験合格。
- 1996年 - 第41回衆議院議員総選挙落選。
- 2000年 - 自由民主党総裁・幹事長室室長。
- 2002年 - 自由民主党事務局次長。
- 2005年 - 第44回衆議院議員総選挙当選。
- 2005年 - 自由民主党副幹事長。
- 2006年 - 自由民主党副幹事長。
- 2009年 - 第45回衆議院議員総選挙落選。
- 2010年 - 自由民主党離党。
- 2011年 - 大館市長選挙落選。
- 2012年 - 日本維新の会東京事務所所長。
- 2012年 - 第46回衆議院議員総選挙落選。
- 2014年 - 第47回衆議院議員総選挙落選。

## 所属議員連盟・団体
- せんたく議員連合
- 83会